# Anthaxia tenuicula
Anthaxia tenuicula es una especie de escarabajo del género Anthaxia, familia Buprestidae. Fue descrita científicamente por Boheman en 1860.

## Distribución
Habita en el Neártico, Neotrópico, región indomalaya, Paleártico y región afrotropical.